# ФК Астра Ђурђу
ФК Астра је румунски фудбалски клуб из града Ђурђу, на југу државе. Клуб се тренутно такмичи у Првој лиги Румуније и наступа на стадиону Марин Анастасовичи капацитета 8.200 седећих места. Традиционалне боје клуба су бела и црна.

## Историја
Клуб је основан 18. септембра 1921. године од стране нафтне компаније Прахове и Спортског клуба Астра Румуније. 
Астра је 91. годину била смештена у Плоештију, све до септембра 2012. године када је клуб пресељен у граду Ђурђу. Последња одиграна утакмица у Плоештију била је против румунског великана, екипе Динама из Букурешта и завршена је минималном победом 1:0 у корист Астре. Прва утакмица у новом седишту, на стадиону Марин Анастановичи одиграна је 23. септембра 2012.године Газ метана Медијаша и завршена је победом Астре резултатом 4:0.
Клуб је био шампион Румуније у сезони 2015/16, а Куп је освајао у сезони 2013/14 победом над Стеауом после извођења пенала. Свега месец дана касније, 2014. године, опет су после пенала савладали Стеауу и освојили Суперкуп Румуније. Други трофеј у Суперкупу освојен је 2016. године у финалу са Клужом.

## Трофеји
- Прва лига Румуније
  - Победник (1):2015/16
- Куп Румуније
  - Победник (1):2013/14
- Суперкуп Румуније
  - Победник (2):2014, 2016

## Стадион
ФК Астра као домаћин наступа на стадиону Марин Анастасовичи у граду Ђурђу. Капацитет стадиона износи 8.200 седећих места. Стадион је вишенаменски, али се углавном кориси за фудбалске прилике. Изграђен је 1960. године а реновиран је 2005. године и у периону 2012-2014. Димензије травнате површине износе 105 x 68m.
Стадион у Плоештију на коме је Астра наступала до пресељења користи се као тренинг центар.

## ФК Астра Ђурђу у европским такмичењима
| Сезона  | Такмичење     | Коло        | Клуб             | Дом. | Гост | Укупно    |
| ------- | ------------- | ----------- | ---------------- | ---- | ---- | --------- |
| 2013/14 | Лига Европе   | 1. коло кв. | Домжале          | 2:0  | 1:0  | 3–0       |
| 2013/14 | Лига Европе   | 2. коло кв. | Омонија          | 1:1  | 2:1  | 3–2       |
| 2013/14 | Лига Европе   | 3. коло кв. | Тренчин          | 2:2  | 3:1  | 5–2       |
| 2013/14 | Лига Европе   | плеј-оф     | Макаби Хаифа     | 1:1  | 0:2  | 1–3       |
| 2014/15 | Лига Европе   | 3. коло кв. | Слован Либерец   | 3:0  | 3:2  | 6–2       |
| 2014/15 | Лига Европе   | плеј-оф     | Лион             | 0:1  | 2:1  | 2–2 (пгг) |
| 2014/15 | Лига Европе   | Група Д     | Селтик           | 1:1  | 1:2  | 4. место  |
| 2014/15 | Лига Европе   | Група Д     | Динамо Загреб    | 1:0  | 1:5  | 4. место  |
| 2014/15 | Лига Европе   | Група Д     | Ред бул Салцбург | 1:2  | 1:5  | 4. место  |
| 2015/16 | Лига Европе   | 2. коло кв. | Инвернес         | 0:0  | 1:0  | 1–0       |
| 2015/16 | Лига Европе   | 3. коло кв. | Вест Хем         | 2:1  | 2:2  | 4–3       |
| 2015/16 | Лига Европе   | плеј-оф     | АЗ Алкмар        | 3:2  | 0:2  | 3–4       |
| 2016/17 | Лига шампиона | 3. коло кв. | Копенхаген       | 1:1  | 0:3  | 1–4       |
| 2016/17 | Лига Европе   | плеј-оф     | Вест Хем         | 1:1  | 1:0  | 2–1       |
| 2016/17 | Лига Европе   | Група Е     | Аустрија Беч     | 2:3  | 2:1  | 2. место  |
| 2016/17 | Лига Европе   | Група Е     | Викторија Плзењ  | 1:1  | 2:1  | 2. место  |
| 2016/17 | Лига Европе   | Група Е     | Рома             | 0:0  | 0:4  | 2. место  |
| 2016/17 | Лига Европе   | 1/16 финала | Генк             | 2:2  | 0:1  | 2–3       |
| 2017/18 | Лига Европе   | 2. коло кв. | Зира             | 3:1  | 0:0  | 3–1       |
| 2017/18 | Лига Европе   | 3. коло кв. | Олександрија     | 0:0  | 0:1  | 0–1       |